# 戴维·迪克森
戴维·迪克森（英語：David Dickson，1941年2月20日—），澳大利亚男子游泳运动员，主攻自由泳。他曾代表澳大利亚参加1960年和1964年夏季奥林匹克运动会游泳比赛，获得三枚铜牌。